# ザイフェルト行列
ある与えられた有向ザイフェルト曲面 F 上の（整係数）一次元ホモロジー群{\displaystyle H_{1}(F;\mathbb {Z} )}中の任意の二つの元 x, y に対し、それらの纏絡数 (linking number) を対応させる線形写像 φ :{\displaystyle H_{1}(F;\mathbb {Z} )\times H_{1}(F;\mathbb {Z} )\rightarrow \mathbb {Z} }を考える（これをザイフェルト形式と呼ぶ）。ただし、ここで x, y の纏絡数とは、 x を曲面の表方向に少し浮かせたものと y （あるいは y を裏の方に浮かせたものと x ）との纏絡数とする。ホモロジー群の一つの基底{ {\displaystyle s_{i}} }に関するザイフェルト形式の表現行列 {\displaystyle V_{\phi }} を F の（基底{ {\displaystyle s_{i}} }に附随した）ザイフェルト行列という。したがってそれは基底の取り方に依存するが、ザイフェルト曲面 F のベッチ数を β としたとき、いずれも β 次の正方行列となる。 F がある有向絡み目 L のザイフェルト曲面であるとき、 {\displaystyle V_{\phi }}を L の（ザイフェルト曲面 F 及び基{ {\displaystyle s_{i}} }についての）ザイフェルト行列という。